# Wyścigowe Samochodowe Mistrzostwa Polski 2004
Sezon 2004 był czterdziestym ósmym sezonem Wyścigowych Samochodowych Mistrzostw Polski.
Sezon liczył w zależności od kategorii od pięciu do siedmiu eliminacji. Były one rozgrywane w Poznaniu (dwa razy), Kielcach (trzy razy), Załużu i Brnie.

## Zwycięzcy
Podano zwycięzców głównych kategorii bez podziału na klasy.
| Data             | Tor    | Klasa                         | Zwycięzca (kierowcy)                | Samochód         | Zwycięzca (zespoły)                                    |
| ---------------- | ------ | ----------------------------- | ----------------------------------- | ---------------- | ------------------------------------------------------ |
| 21–22 maja       | Poznań | DSMP                          | Maciej Stańco Rafał Janus           | Porsche 911      | Automobilklub Kielecki                                 |
| 21–22 maja       | Poznań | Grand Prix Polski (bieg I)    | Maciej Stańco                       |                  | Fuchs Star-Moto Racing Team - Automobilklub Kielecki   |
| 21–22 maja       | Poznań | Grand Prix Polski (bieg II)   | Maciej Stańco                       |                  | Fuchs Star-Moto Racing Team - Automobilklub Kielecki   |
| 21–22 maja       | Poznań | Generalna Narodowa (bieg I)   | Karolina Czapka                     | Honda            | Kartex Karolina Autosport - Automobilklub Wielkopolski |
| 21–22 maja       | Poznań | Generalna Narodowa (bieg II)  | Karolina Czapka                     | Honda            | Kartex Karolina Autosport - Automobilklub Wielkopolski |
| 21–22 maja       | Poznań | N-1150                        | Jacek Szurgot                       | Fiat Seicento    | Automobilklub Wielkopolski                             |
| 21–22 maja       | Poznań | A-1150                        | Michał Starnawski                   | Fiat Cinquecento | Automobilklub Rzemieślnik                              |
| 21–22 maja       | Poznań | Formuła Super Sport           | Michał Gil                          | Reynard          | Norma 2000 Racing Team - Automobilklub Kielecki        |
| 11–12 czerwca    | Kielce | DSMP                          | Tomasz Wywiał Tadeusz Myszkier      | Audi A4 Quattro  | Automobilklub Częstochowski                            |
| 11–12 czerwca    | Kielce | Grand Prix Polski (bieg I)    | Tomasz Wywiał                       |                  | Norma 2000 Racing Team - Automobilklub Częstochowski   |
| 11–12 czerwca    | Kielce | Grand Prix Polski (bieg II)   | Maciej Stańco                       |                  | Fuchs Star-Moto Racing Team - Automobilklub Kielecki   |
| 11–12 czerwca    | Kielce | Generalna Narodowa (bieg I)   | Karolina Czapka                     | Honda            | Kartex Karolina Autosport - Automobilklub Wielkopolski |
| 11–12 czerwca    | Kielce | Generalna Narodowa (bieg II)  | Karolina Czapka                     | Honda            | Kartex Karolina Autosport - Automobilklub Wielkopolski |
| 11–12 czerwca    | Kielce | N-1150                        | Jakub Buziuk                        | Fiat Seicento    | UKSM Krak Kart                                         |
| 11–12 czerwca    | Kielce | A-1150                        | Michał Starnawski                   | Fiat Cinquecento | Automobilklub Rzemieślnik                              |
| 11–12 czerwca    | Kielce | Formuła Super Sport           | Michał Gil                          | Reynard          | Norma 2000 Racing Team - Automobilklub Kielecki        |
| 19–20 czerwca    | Załuż  | Grand Prix Polski (bieg I)    | Tomasz Wywiał                       |                  | Norma 2000 Racing Team - Automobilklub Częstochowski   |
| 19–20 czerwca    | Załuż  | Grand Prix Polski (bieg II)   | Tomasz Wywiał                       |                  | Norma 2000 Racing Team - Automobilklub Częstochowski   |
| 19–20 czerwca    | Załuż  | Generalna Narodowa (bieg I)   | Karolina Czapka                     | Honda            | Kartex Karolina Autosport - Automobilklub Wielkopolski |
| 19–20 czerwca    | Załuż  | Generalna Narodowa (bieg II)  | Karolina Czapka                     | Honda            | Kartex Karolina Autosport - Automobilklub Wielkopolski |
| 19–20 czerwca    | Załuż  | N-1150                        | Miłosz Majewski                     | Fiat Seicento    | Norma 2000 Racing Team - Automobilklub Rzemieślnik     |
| 19–20 czerwca    | Załuż  | A-1150                        | Michał Starnawski                   | Fiat Cinquecento | Automobilklub Rzemieślnik                              |
| 23–24 lipca      | Kielce | DSMP                          | Maciej Stańco Rafał Janus           | Porsche 911      | Automobilklub Kielecki                                 |
| 23–24 lipca      | Kielce | Grand Prix Polski (bieg I)    | Maciej Stańco                       |                  | Fuchs Star-Moto Racing Team - Automobilklub Kielecki   |
| 23–24 lipca      | Kielce | Grand Prix Polski (bieg II)   | Maciej Stańco                       |                  | Fuchs Star-Moto Racing Team - Automobilklub Kielecki   |
| 23–24 lipca      | Kielce | Generalna Narodowa (bieg I)   | Karolina Czapka                     | Honda            | Kartex Karolina Autosport - Automobilklub Wielkopolski |
| 23–24 lipca      | Kielce | Generalna Narodowa (bieg II)  | Karolina Czapka                     | Honda            | Kartex Karolina Autosport - Automobilklub Wielkopolski |
| 23–24 lipca      | Kielce | N-1150                        | Jakub Buziuk                        | Fiat Seicento    | UKSM Krak Kart                                         |
| 23–24 lipca      | Kielce | A-1150                        | Paweł Hildebrański                  | Fiat Cinquecento | Automobilklub Wielkopolski                             |
| 23–24 lipca      | Kielce | Formuła Super Sport           | Michał Gil                          | Reynard          | Norma 2000 Racing Team - Automobilklub Kielecki        |
| 6–7 sierpnia     | Kielce | DSMP                          | Maciej Stańco Rafał Janus           | Porsche 911      | Automobilklub Kielecki                                 |
| 6–7 sierpnia     | Kielce | Grand Prix Polski (bieg I)    | Maciej Stańco                       |                  | Fuchs Star-Moto Racing Team - Automobilklub Kielecki   |
| 6–7 sierpnia     | Kielce | Grand Prix Polski (bieg II)   | Maciej Stańco                       |                  | Fuchs Star-Moto Racing Team - Automobilklub Kielecki   |
| 6–7 sierpnia     | Kielce | Generalna Narodowa (bieg I)   | Karolina Czapka                     | Honda            | Kartex Karolina Autosport - Automobilklub Wielkopolski |
| 6–7 sierpnia     | Kielce | Generalna Narodowa (bieg II)  | Karolina Czapka                     | Honda            | Kartex Karolina Autosport - Automobilklub Wielkopolski |
| 6–7 sierpnia     | Kielce | N-1150                        | Jakub Buziuk                        | Fiat Seicento    | UKSM Krak Kart                                         |
| 6–7 sierpnia     | Kielce | A-1150                        | Paweł Hildebrański                  | Fiat Cinquecento | Automobilklub Wielkopolski                             |
| 6–7 sierpnia     | Kielce | Formuła Super Sport           | Cezary Ruszkowski                   | Eufra 391        | F.J. Team - Automobilklub Rzemieślnik                  |
| 24–26 września   | Brno   | Grand Prix Polski             | Tomasz Wywiał                       |                  | Norma 2000 Racing Team - Automobilklub Częstochowski   |
| 24–26 września   | Brno   | Generalna Narodowa            | Karolina Czapka                     | Honda            | Kartex Karolina Autosport - Automobilklub Wielkopolski |
| 24–26 września   | Brno   | Formuła Super Sport (bieg I)  | Michał Gil                          | Reynard          | Norma 2000 Racing Team - Automobilklub Kielecki        |
| 24–26 września   | Brno   | Formuła Super Sport (bieg II) | Michał Gil                          | Reynard          | Norma 2000 Racing Team - Automobilklub Kielecki        |
| 2–3 października | Poznań | DSMP                          | Andrzej Dziurka Wojciech Dobrzański | Porsche 911      | Automobilklub Polski                                   |
| 2–3 października | Poznań | Grand Prix Polski (bieg I)    | Maciej Stańco                       |                  | Fuchs Star-Moto Racing Team - Automobilklub Kielecki   |
| 2–3 października | Poznań | Grand Prix Polski (bieg II)   | Maciej Stańco                       |                  | Fuchs Star-Moto Racing Team - Automobilklub Kielecki   |
| 2–3 października | Poznań | Generalna Narodowa (bieg I)   | Karolina Czapka                     | Honda            | Kartex Karolina Autosport - Automobilklub Wielkopolski |
| 2–3 października | Poznań | Generalna Narodowa (bieg II)  | Karolina Czapka                     | Honda            | Kartex Karolina Autosport - Automobilklub Wielkopolski |
| 2–3 października | Poznań | N-1150                        | Miłosz Majewski                     | Fiat Seicento    | Norma 2000 Racing Team - Automobilklub Rzemieślnik     |
| 2–3 października | Poznań | A-1150                        | Paweł Hildebrański                  | Fiat Cinquecento | Automobilklub Wielkopolski                             |
| 2–3 października | Poznań | Formuła Super Sport           | Michał Gil                          | Reynard          | Norma 2000 Racing Team - Automobilklub Kielecki        |

## Mistrzowie
| Klasa               | Kierowca                                                           | Samochód              | Zespół                                                  |
| ------------------- | ------------------------------------------------------------------ | --------------------- | ------------------------------------------------------- |
| DSMP                | Maciej Stańco Rafał Janus                                          | Porsche 911           | Automobilklub Kielecki                                  |
| DSMP do 3500        | Adam Gładysz Marcin Gładysz                                        | Volkswagen New Beetle | Gładysz Racing Team - Automobilklub Kielecki            |
| DSMP do 2000        | Andrea Mancin Marcin Biernacki                                     | Alfa Romeo            | Automobilklub Kielecki                                  |
| DSMP do 1600        | Marcin Brymora Krzysztof Kijas jr                                  | Honda Civic           | Automobilklub Częstochowski                             |
| DSMP do 1400        | Mariusz Kulczyński Łukasz Baron Adam Krysiak                       | Volkswagen Polo       | Škoda VW Marszałek - Automobilklub Częstochowski        |
| DSMP do 1150        | Miłosz Majewski Rafał Biniszewski Wojciech Białowąs Tomasz Skinder | Fiat Cinquecento      | Automobilklub Rzemieślnik                               |
| Grand Prix Polski   | Maciej Stańco                                                      |                       | Fuchs Star-Moto Racing Team - Automobilklub Kielecki    |
| Grand Prix Polski   | Tomasz Wywiał                                                      |                       | Norma 2000 Racing Team - Automobilklub Częstochowski    |
| H-3500              | Tomasz Wywiał                                                      |                       | Norma 2000 Racing Team - Automobilklub Częstochowski    |
| H-2000              | Paweł Hildebrański                                                 |                       | Automobilklub Wielkopolski                              |
| Generalna Narodowa  | Karolina Czapka                                                    | Honda                 | Kartex Karolina Autosport - Automobilklub Wielkopolski  |
| A-2000              | Karolina Czapka                                                    | Honda                 | Kartex Karolina Autosport - Automobilklub Wielkopolski  |
| A-1600              | Krzysztof Kijas                                                    | Honda                 | Kartex Karolina Autosport - Automobilklub Częstochowski |
| N-2000              | Maciej Tomaszewski                                                 | Alfa Romeo            | Automobilklub Polski                                    |
| N-1600              | Krzysztof Kijas jr                                                 | Honda                 | Automobilklub Częstochowski                             |
| N-1150              | Miłosz Majewski                                                    | Fiat Seicento         | Norma 2000 Racing Team - Automobilklub Rzemieślnik      |
| A-1150              | Paweł Hildebrański                                                 | Fiat Cinquecento      | Norma 2000 Racing Team - Automobilklub Wielkopolski     |
| Formuła Super Sport | Michał Gil                                                         | Reynard               | Norma 2000 Racing Team - Automobilklub Kielecki         |
| E-2000              | Tomasz Dąbrowski                                                   | Estonia               | F.J. Team - Automobilklub Rzemieślnik                   |